# Neve Paz
Neve Paz (hebrejsky: נוה פז) je čtvrť v jihovýchodní části Haify v Izraeli. Nachází se v administrativní oblasti Neve Ša'anan-Jizre'elija, na okraji pohoří Karmel.

## Geografie
Leží v nadmořské výšce okolo 50 metrů, cca 3 kilometry jihovýchodně od centra dolního města. Na severu s ní sousedí průmyslové areály okolo Haifského přístavu, na jihu čtvrť Neve Josef. Zaujímá polohu na severním úpatí svahů Karmelu. Hlavní dopravní osou je ulice ha-Chašmal a dálnice číslo 4 (Derech Jisra'el Bar Jehuda). Dále k jihovýchodu zpod masivu Karmel vyúsťují Karmelské tunely. Populace je židovská, s nevýraznou arabskou menšinou.

## Dějiny
Výstavba tu začala počátkem 70. let 20. století. Rozkládá se na rozloze 0,54 kilometru čtverečního. V roce 2008 zde žilo 4 990 lidí, z toho 4 000 Židů, 310 muslimů a 60 arabských křesťanů.